# Louis-Noël Bestion de Camboulas
Pour les articles homonymes, voir Bestion et Camboulas (homonymie).
Louis-Noël Bestion de Camboulas, né à Lyon le 2 décembre 1989, est un organiste, claveciniste et chef d'orchestre classique, cofondateur de l'ensemble baroque Les Surprises avec Juliette Guignard.

## Biographie
Louis-Noël Bestion de Camboulas naît le 2 décembre 1989 à Lyon dans une famille de 5 enfants, de parents travaillant dans une compagnie de théâtre.
Il étudie l'orgue, le clavecin, la musique de chambre et la direction d'orchestre au Conservatoire national supérieur de musique de Paris et au Conservatoire national supérieur de musique de Lyon, avec Louis Robilliard, Michel Bourcier, Jean-Baptiste Robin, Nicolas Brochot, François Espinasse, Yves Rechsteiner, Olivier Baumont et Blandine Rannou.
Il est en résidence à la Fondation Royaumont de 2014 à 2017.

## Discographie
- Les Éléments (opéra-ballet) (composé à quatre mains avec Michel-Richard de Lalande), Ensemble Les Surprises, dir. Louis-Noël Bestion de Camboulas. CD Ambronay, 2016
- Visages impressionnistes, à l'orgue Scherrer-Walker-Kuhn de l'église Saint-François de Lausanne, 2017, Ligia. Choc Classica
- Issé, pastorale héroïque, Judith van Wanroij (Issé), Chantal Santon-Jeffery (Doris), Eugénie Lefebvre (La première Hespéride, une Nymphe, une Dryade), Mathias Vidal (Apollon sous les traits du berger Philémon), Thomas Dolié (Hylas), Matthieu Lécroart (Jupiter, Pan), Etienne Bazola (Hercule, le Grand Prêtre), Stéphen Collardelle (un Berger, le Sommeil, l'Oracle), Les Chantres du Centre de musique baroque de Versailles, Ensemble Les Surprises, dir. Louis-Noël Bestion de Camboulas. 2 CD Ambronay éditions, 2019 - Diapason d’or
- Requiem (Fauré) : interprété par Mathieu Romano, Roxane Chalard (soprano), Mathieu Dubroca (baryton), Louis-Noël Bestion de Camboulas (orgue), Ensemble Aedes, Les Siècles, (2019, Aparté) AP201.
- Méditations pour le Carême H.380 à 389, de Marc-Antoine Charpentier, Salve Rex Christe et Oplenus irarum dies, de Sébastien de Brossard, Tombeau de Mesdemoiselles de Visée, de Robert de Visée, Prélude en ré, 1er livre de pièces de violes de Marin Marais, Ensemble les Surprises, dir. Louis-Noël Bestion de Camboulas. CD Ambronay 2020. ffff de Télérama
- Te Deum H.146, de Marc-Antoine Charpentier, Te Deum « de Lyon » de Henry Desmarest, Ensemble les Surprises, dir. Louis-Noël Bestion de Camboulas. CD Alpha 2024